# Fortaleza de Arrifana
El Fuerte de Arrifana, o Fortaleza de Arrifana, (portugués: Fortaleza da Arrifana)) está situado en la Costa Vicentina de la región del Algarve de Portugal, en un promontorio cerca de la ciudad de Aljezur. Fue construida originalmente en 1635 con la intención de proteger las zonas de pesca del atún así como de defender la costa. Su ubicación proporciona un mirador natural sobre la  playa de Arrifana y la Costa Vicentina.

## Historia
El fuerte consistía en dos partes unidas por un estrecho corredor de roca. La parte delantera, justo detrás de la entrada, consistía en una caseta de vigilancia y alojamientos. La batería, con dos piezas de artillería, estaba orientada al mar. En la puerta de entrada se colocaba una piedra que incluía la fecha de construcción de la fortaleza, así como el Escudo Nacional y el de D. Gonçalo Coutinho, Gobernador del Algarve.
En 1654 se informó de que el fuerte no estaba vigilado. Fue reconstruido en 1670 pero hay poca información disponible sobre su fortuna hasta que fue destruido por el terremoto de 1755 y el tsunami que lo acompañó. Según un informe del párroco de Aljezur, el mar alcanzó 30 brazas (54 metros) y volvió tres veces, estrellándose contra los muros de la fortaleza con tal ímpetu...., [dejando] en pie sólo la batería y la cortina amurallada de la puerta de entrada.
Debido a su posición estratégica, el fuerte fue reconstruido en 1762 por orden del Gobernador del Reino del Algarve, el Marqués de Louriçal. En ese momento tenía dos cañones y estaba guarnecido con 7 soldados. En el invierno de 1765 fue dañado de nuevo por la fuerza del mar. Las reparaciones se llevaron a cabo en 1771. En 1792 fue ocupada por un cabo y seis soldados, pero su estado era malo.

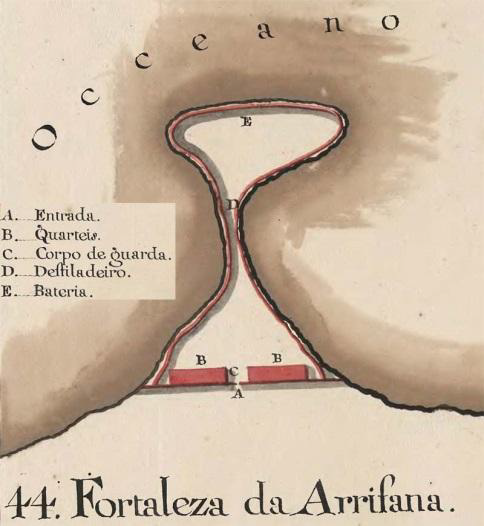
Plano del Fuerte de Arrifana hecho en 1754 mostrando la estrecha conexión entre la entrada (A) y la batería (E)

Durante la guerra civil portuguesa (1828-1834) el fuerte fue reconstruido y rearmado. Para octubre de 1831 estaba equipado con 204 balas de calibre 12, 40 fusibles, 40 cartuchos cargados y alrededor de 90 kg de pólvora. Posteriormente, el fuerte fue abandonado durante aproximadamente un siglo antes de ser entregado al Ministerio de Finanzas en 1940. Los intentos de ese ministerio de hacer que la Armada portuguesa se responsabilizara de él fracasaron, argumentando que ...las ruinas desmanteladas de un antiguo fuerte [son] sin el más mínimo interés, ni histórico ni artístico, [sin] nada que justifique su conservación en posesión del Estado.
A partir de 2007 el muro frontal y la entrada fueron reconstruidos por el Municipio de Aljezur con un costo de alrededor de 100 000 euros. Los trabajos también incluyeron una zona de aparcamiento, una nueva valla y pasarelas y la provisión de drenaje.[3] Un pequeño estudio arqueológico se llevó a cabo en 2011, identificando que la construcción original implicaba muros de piedra y mortero construidos directamente sobre la roca.